# Xian de Wenxi
Le xian de Wenxi (闻喜县 ; pinyin : Wénxǐ Xiàn) est un district administratif de la province du Shanxi en Chine. Il est placé sous la juridiction de la ville-préfecture de Yuncheng.

## Démographie
La population du district était de 374 110 habitants en 1999.